# Villers-Sire-Nicole
 Villers-Sire-Nicole là một xã của tỉnh Nord, thuộc vùng Hauts-de-France, miền bắc nước Pháp.